# Parzival (Band)
Parzival ist eine Klassik-Rock-Band, die 1971 in Bremen gegründet wurde und bis 1973 bestand. Seit 2022 ist die Band wieder aktiv. Mit ihrem eigenständigen Sound zwischen Folkrock, Psychedelic und konzertanter Klassik waren Parzival die ersten dieses Genres. Unter der Headline „Die neue Musik in Deutschland ist möglicherweise interessanter als jede andere in Europa“ erwähnte der Londoner Melody Maker 1972 die Band als Geheimtipp der Pop-Saison und beschrieb ihre Musik als „Kammerrock“ mit einem „leichten, luftigen und pastoralen Ansatz“.
Im Sachlexikon Rockmusik (rororo) taucht die Band unter dem Stichwort „Baroque Rock“ auf: „[…]Getragen wurde diese Richtung der Jahre 1968-72 von Gruppen wie The Nice, Procol Harum, Renaissance, in Holland von Ekseption, in der BRD von Parzival.“

## Geschichte
Im Jahr 1965 gründeten die 16-jährigen Schüler Lothar Siems (Gitarre, Gesang) und Thomas Olivier (Schlagzeug, Gesang) in Bremen die Beat-Gruppe Chamberlains. 1967, nach Auflösung der Band, zogen Olivier und Siems als Folk-Duo „Tom & Cherry“ durch die Lande, schon damals mit Eigen-Kompositionen.
Nachdem sich ihnen Walter Quintus (Violine, Bass) und ein Cellist angeschlossen hatten, starteten sie im Dezember 1967 in Bremens Live-Club Lila Eule das Quintus Quintet. Schon damals entwickelte die Gruppe einen eigenen Musikstil, der zu der Zeit einzigartig war.
1968 gaben die Teenager live bei Radio Bremen ihr Radio-Debüt. 1969 hob das Trio Siems, Quintus, Olivier die Band Beazzic Conservatory aus der Taufe. („Beazzic“ - eine Wortschöpfung aus den Musikstilen „Beat“, „Jazz“ und „Classic“). Im selben Jahr erweiterte der Bremer Flötist Matthias Müller-Menckens den Sound. 1970 holten der amerikanische Produzent Glenn H. Friedman und Ton-Ingenieur/Percussionist Dave Grinsted (Caravan, East Of Eden) die Gruppe zu Demo-Aufnahmen in die Londoner Decca-Studios. Ein weiteres Engagement auf englischem Boden untersagte die Britische Musikergewerkschaft.
1971 nahm der deutsche Rock-Produzent Conny Plank (Kraftwerk, Ultravox, Eurythmics, Scorpions) die Band unter Vertrag. Unter dem neuen Bandnamen Parzival veröffentlichte die Schallplattenfirma Teldec auf dem historischen Telefunken-Label die Debüt-LP Legend (1971). Bei den Aufnahmen wurde das Trio von den Gastmusikern Matthias Müller-Menckens (Flöte), Hans Jaspers (Viola) und Joachim Reichhold (Cello) unterstützt. Ihr Erstlingswerk Legend findet weltweite Resonanz und wird von den Ex-Beatles George Harrison und Ringo Starr gewürdigt. Die LP offenbarte in „vielschichtiger Instrumentierung eine geheimnisvolle Traumwelt von klassischem Hauch“ (POP). Die Zeitschrift Petra zählt das Album Legend zu den „Platten des Jahres“.
1972 erweiterte der Bremer Cellist Walter von Seydlitz das Trio zum Quartett. Im selben Jahr erschien bei der Teldec die Single Souls Married To The Wind/One Day, der 1973 das Album BaRock folgte.
Der avantgardistische Klassik-Folk-Rock beeindruckte Kritiker im In- und Ausland. 1972 traten Parzival laut NDR im „wahrscheinlich ersten deutschen Music-Clip-Video“ auf (TV-Magazin DAS!, 1992). Im selben Jahr wählten Deutschlands Musikjournalisten das Debüt-Album Legend unter die „interessantesten Produktionen des Jahres“ (Musikmarkt, 1972). 1973 löste sich Parzival auf. Den Split begründete Parzival-Mitbegründer Thomas Olivier u. a. im 2021 Magazin Nordevents: „Wir waren 21/22 Jahre alt und haben uns die Köpfe eingehauen und uns über jeden Blödsinn aufgeregt.“
Die Schallplattenveröffentlichungen rissen nach dem Split nicht ab: 1975 erschien bei der Teldec das Doppelalbum A German Rock Legend, das die beiden Langspielplatten und die Single Souls Married to the Wind/One Day auf dem Nova-Label in einer Doppel-LP vereinte. 1981 veröffentlichte Teldec in einer LP-Serie das Album Parzival – Rock in Deutschland Vol. 9 auf dem Telefunken-Label, eine „Best Of“-Version der Band. 1998 erschienen bei EastWest Records/Warner Music beide Original-Alben erstmals als digital remasterte Versionen mit Bonustracks auf CD. „Eine aufregende, vielschichtige Musik aus den Jahren 1971 und 1972“, befand die Rheinische Post (21. Dezember 1998). „Ihr Erstling schafft es gekonnt, die breite Kluft zwischen irrer Psychedelic und konzertanter Klassik zu überbrücken“, lobte MusikExpress/Sounds. 2011 veröffentlichte das Label Sireena das Original-Werk Legend wieder auf Vinyl. 2012 folgte bei Sireena das Album Ba-Rock, nun erstmals als Klappcover und mit Songtexten.
2022 ließen Parzival-Mitbegründer, Sänger und Trommler Thomas Olivier und der Hamburger Produzent/Komponist/Tonmeister Dieter Faber (Karat, Die Prinzen, Lindenberg, Die Olchis) die Band nach 50 Jahren wieder aufleben – mit dem Konzept-Doppelalbum David – The Hymn, 23 neuen Songs und 130 Musikern aus 23 Ländern, erschienen als CD bei Hypertension und auf Vinyl mit aufwendigem Gatefold-Cover bei Sireena Records im Juni 2024. Zu den Mitwirkenden gehörten unter anderem Musiker aus dem Umfeld von Santana und Prince, Grammy- und Echo-Preisträger, Bülent Aris, Marcio Doctor, Mitglieder des NDR Elbphilharmonie Orchesters, des Festspielorchesters Bayreuth, des Deutschen Filmorchesters Babelsberg sowie Trommler der National-Ensembles der Elfenbeinküste und Benins. Boten Parzival bereits früher eindringliche Lyrik gegen den Vietnamkrieg (Senseless No. 6) oder das atomare Wettrüsten (Empty Land) auf, so stellte das Konzept-Album David – The Hymn jetzt die zerstörerische Gier nach Macht vor dem Hintergrund von Klima- und Flüchtlingskrise an den Pranger: Der Protagonist David, ein berühmter Komponist, wird von einem mächtigen Medienmogul engagiert, um eine Hymne für dessen Wahlkampf zu schreiben. Im Laufe der Geschichte durchschaut David dessen böse Absichten. Das Comeback-Album wird von den Medien positiv aufgenommen. Hannovers Stadtmagazin MAGAscene erhob David – The Hymn zum „Album des Monats“.
„Ein fulminantes Comeback“ (Weser Kurier). „Handgemachte Musik, die sich inhaltlich mit der Utopie einer friedlichen Weltgemeinschaft voller Liebe auseinandersetzt“ (Stadtecho Bamberg).

## Diskografie
Alben
- 1972: Legend (LP, Teldec)
- 1973: BaRock (LP, Teldec)
- 1975: A German Rock Legend (Doppel-Album, Teldec)
- 1981: Rock in Deutschland Vol. 9 (LP, Teldec)
- 1998: Legend (CD, Teldec/EastWest records, remastered)
- 1998: BaRock (CD, Teldec/EastWest records, remastered)
- 2001: Die Telefunken-Story - u. a. mit Parzival, Hildegard Knef Marlene Dietrich u. Ton, Steine, Scherben (CD, eastwest records)
- 2007: Legend: 100 Collection of the world best Rock Rarities (CD, Won-Sin-Music-Company, Südkorea)
- 2007: BaRock: 100 Collection of the world best Rock Rarities(CD, Won-Sin-Music-Company, Südkorea)
- 2011: Legend (Vinyl-LP, Sireena Records, SIR 4007, Deutschland, digitally remastered)
- 2012: BaRock (Vinyl-LP, Sireena Records, SIR 4008, Deutschland, digitaly remastered)
- 2015: Original Album Series: Krautrock: Legend/Parzival (CD-Box, Universal)
- 2015: Original Album Series: Krautrock 2: BaRock/Parzival (CD-Box, Universal)
- 2021: David – The Hymn (CD Doppel-Album, Hypertension Music)
- 2024: David – The Hymn (Vinyl-Doppel-Album, Sireena Records)

Singles
- 2006: Mystic Spirits - Special Classic Edition - u. a. mit Parzivals Souls Married To The Wind, Jethro Tull u. Mike Oldfield (CD, Zyx Music)

## Kritiken
- „Eine aktuelle, weltumspannende Klangreise vor dem Hintergrund von Klima- und Flüchtlingskrise!“ meint Nordevents, das größte Event-Magazin des Nordens.[6]
- Zum „Album des Monats“ erhob Hannovers traditionsreichstes Stadtmagazin MAGAscene das neue Parzival-Doppelalbum David - The Hymn[13]
- Als eine „fast größere Sensation als das neue Album von ABBA“ bezeichnet das Online-Musikmagazin Musik an sich das Parzival-Album David - The Hymn.[15]
- Für das Online-Musik-Magazin HandwrittenMag ist die neue Parzival-CD ein „Paukenschlag“.[16]
- Online-Musikmagazin Saitenkult: „[…] Wunderbar sind die Klänge, wenn einfach nur Streicher, Klarinette und French Horn den Folk-Ansatz unterstreichen (Old Love) oder Flöte und Pfeife den mittelalterlichen (Party Bird).[…] Die Musik lebt in luftiger Schönheit die Kombination aus Rock und Klassik aus, integriert in der Folklore mittelalterliche Klänge und in der Rhythmik ebenso arabische und afrikanische […]“.[17]
- Hardline – Rock- und Metal-Magazin:„[…]nicht mit Designer-Pop aus dem Musik-Computer, sondern mit handgemachten Songs, die auf faszinierende Weise zwischen Rock und Klassik, Folk und Ethno verschmelzen. Dieses Doppel-Album sollte nicht ‚nebenher‘ gehört werden, einige Songs bedürfen mehrere Durchgänge, bis sich die wahre Pracht entfaltet, also wer kann, der nehme sich Zeit!“[18]
- Das Rockmagazin eclipsed lobt die neue Parzival-CD David - The Hymn in seiner neuesten Ausgabe: „Fulminantes Konzeptalbum“[19]
- Stadtecho Bamberg, S. 49: „einen beeindruckenden Mix aus Rock, Klassik, Folk und Ethno, zu den Gästen gehören unter anderem Musikerinnen und Musiker aus dem Umfeld von Santana und Prince, Mitglieder des NDR Elbphilharmonie Orchesters, des Fest- spielorchesters Bayreuth, des Deutschen Filmorchesters Babelsberg sowie Trommler des National-Ensembles der Elfenbeinküste und Benins. Handgemachte Musik, die sich inhaltlich mit der Utopie einer friedlichen Weltgemeinschaft voller Liebe auseinandersetzt.“[12]
- Rheinischer Spiegel: „ein spektakuläres Meisterwerk“. Thomas Olivier hat u. a. auf der CD Pettersson und Findus – Do Re Mi Kikeriki den Part des Petterson gesungen und als Journalist etliche Künstlerinnen und Künstler interviewt, u. a. Paul McCartney, Peter Ustinov, David Bowie, Moshe Dayan, Götz George, Brigitte Bardot, Peter Ustinov oder Elton John.[20]